# Chasseur (comics)
Pour les articles homonymes, voir chasseur.
Philip Sterling, alias le Chasseur (« Death-Stalker » en version originale) est un super-vilain évoluant dans l'univers Marvel de la maison d'édition Marvel Comics. Créé par le scénariste Stan Lee et le dessinateur Gene Colan, le personnage de fiction apparaît pour la première fois dans le comic book Daredevil (vol. 1) #39 en avril 1968, et dernièrement dans Daredevil (vol. 1) #158.
Il est aussi connu par son sobriquet d’Exterminator.

## Biographie du personnage
Le Chasseur, qui s'appelle en réalité Philip Wallace Sterling, est le dernier membre d'une vieille famille américaine célèbre pour sa fortune et son opulence. On ignore pourquoi il s'est tourné vers le crime.
Il réalise ses premiers crimes sous le nom de code l'Exterminateur (Exterminator en VO). Sous cette identité, il est le cerveau derrière les méfaits commis par le trio appelé Unholy three, constitué de Ape-Man, Cat-man, et Bird-Man. Lors d'une confrontation avec le super-héros Daredevil, Ape-Man réussit à l'exiler dans une autre dimension. Il emploie pour cela un pistolet à rayons nommé T-Ray, détenu par le Chasseur.
En détruisant l'appareil du Chasseur, alors encore appelé l'Exterminateur, Daredevil le piège dans cette autre dimension. Peu de temps après, Sterling réussit à se rematérialiser pendant un certain temps sur Terre, pour ensuite réaliser le potentiel que cette prouesse avait pour le mal. Il passe un long moment à tenter de se venger de Daredevil, mais lors d'une rematérialisation trop rapide, il se téléporte dans une tombe, ce qui le tue instantanément.
Plus tard, on apprend qu'il est revenu à l'aide de ses pouvoirs intra-dimensionaux, mais que sa forme physique est affaiblie, et il rate une nouvelle fois son but de tuer son vieil ennemi Daredevil, qui est épaulé par Captain America.

## Pouvoirs et capacités
Phillip Sterling était un brillant génie du crime, un inventeur doué et un scientifique accompli, possédant de vastes connaissances dans le domaine de l’équipement scientifique de pointe. 
Étant un simple humain au départ, le Chasseur dispose de tout un arsenal d'armes telles que  : 
- le T-Ray, capable d'envoyer temporairement un ennemi dans une autre dimension, qui semble se désintégrer, mais réapparaît quelques heures plus tard.
- le Téléporteur qui lui permet de se téléporter dans une autre dimension, de se déplacer rapidement dans celle-ci et ensuite de se téléporter dans notre dimension, ceci permettant à son tour de se déplacer rapidement.
- des pinces cybernétiquement améliorées, qui envoient des micro-ondes destructrices, tuant sa cible en quelques secondes.

Depuis son bannissement dans l'autre dimension, le Chasseur peut se téléporter sans son ancien téléporteur, mais doit se reposer dans l'autre dimension autant d'heures qu'il passe dans la nôtre.